# Beasts of the Southern Wild
Beasts of the Southern Wild is een Amerikaanse dramafilm met fantasy-elementen uit 2012 onder regie van Benh Zeitlin. Het verhaal is gebaseerd op dat van het toneelstuk Juicy and Delicious van Lucy Alibar, die dit samen met Zeitlin bewerkte tot filmscenario. De film werd genomineerd voor de Oscars voor beste film, beste regie, beste aangepaste scenario en beste hoofdrolspeelster (Quvenzhané Wallis). De destijds negenjarige Wallis was daarmee de jongste actrice ooit die een nominatie kreeg in deze categorie en überhaupt de allereerste Oscargenomineerde die werd geboren in de 21e eeuw. Beasts of the Southern Wild kreeg meer dan zestig andere filmprijzen daadwerkelijk toegekend, waaronder de Gouden Camera van het Filmfestival van Cannes 2012, de Independent Spirit Award voor beste cinematografie, de National Board of Review Award voor beste regiedebuut, de Satellite Award voor nieuw talent (Wallis) en zowel de juryprijs als de cinematografieprijs van het Sundance Film Festival 2012.

## Verhaal
De zesjarige Hushpuppy woont met haar vader Wink in een eenvoudige, zelfgebouwde nederzetting genaamd De Badkuip, in laaggelegen landelijk gebied vlak bij New Orleans, Louisiana. De Badkuip is door een dijk gescheiden van de aangrenzende stad. De bewoners lopen in lompen, drinken veel alcohol en zijn voor hun voedsel volkomen afhankelijk van de dieren die ze houden. Ze willen er voor niets ter wereld weg. Wink leert Hushpuppy dat ze sterke mensen zijn die een mooi leven hebben in vrij- en schoonheid en dat de mensen aan de andere kant van de dijk gevangenen zijn. Hoewel haar vader het beste met haar voorheeft, is hij ook labiel van geest en gezondheid. Daardoor heeft Hushpuppy een grote mate van zelfstandigheid, maar ondertussen ook kinderlijke driftbuien.
De dag waarvan iedereen in De Badkuip wist dat hij onvermijdelijk was, breekt aan. Een grote storm zet het lage, volledig aan de elementen overgeleverde gebied onder water. Het stijgt tot meer dan halverwege de hoogte van de woningen. Vanaf het dak van hun huis stapt Hushpuppy samen met haar vader in hun boot, die hij zelf bouwde van lege vaten en een autowrak. Alle dieren zijn verdronken. Ze vinden een beperkt aantal plaatsgenoten terug die niet voor de storm zijn gevlucht. Wink is ervan overtuigd dat het water vanzelf weer zakt en ze daarna verder kunnen met hun leven. Dit gebeurt alleen niet. Om het probleem op te lossen, plaatst hij samen met zijn vriend Walrus een explosief in de dijk tussen de stad en De Badkuip en blaast die op. Het water zakt, maar al hun bezittingen blijken kapot en onbruikbaar.
Gealarmeerd door de ontplofte dijk, zetten de autoriteiten uit de stad een verplichte evacuatie van De Badkuip op touw. Ze nemen ook Wink en Hushpuppy onder zwaar verzet mee en brengen die samen met de anderen naar een noodopvang. Daar ontdekt arts Maloney dat Wink een hartkwaal heeft. Hij opereert hem, maar tevergeefs. Wink blijkt stervende en weet dat zelf ook. Zodra de mogelijkheid zich voordoet, vlucht hij samen met de anderen van de noodopvang terug naar De Badkuip. Hushpuppy zwemt er samen met een paar andere meisjes de zee in, richting een witte boei waarvan haar vader heeft gezegd dat haar moeder daar is. Hiernaast ligt een boot. De schipper brengt de meisjes naar een drijvend bordeel, The Elysian Fields. De vrouwen hier tronen de kinderen mee naar binnen en dansen met ze. Een gekleurde kokkin neemt Hushpuppy mee naar de keuken, maakt wat te eten voor het meisje, omhelst haar innig en vertelt haar dat ze bij haar mag blijven. Hushpuppy en de andere meisjes zwemmen toch terug naar De Badkuip.
Wink voelt dat hij niet lang meer heeft. Thuis neemt hij afscheid van zijn dochter. Hij heeft er alles aan gedaan wat binnen zijn vermogen ligt om haar sterk genoeg te maken om het verder zonder hem te redden. Zoals beloofd, zet Hushpuppy Winks lijk in brand wanneer dat in een geïmproviseerde lijkzak op zijn eigen boot ligt, die ze daarna de zee opduwt. Ze blijft alleen achter met haar plaatsgenoten in De Badkuip.

## Rolverdeling
- Quvenzhané Wallis - Hushpuppy
- Dwight Henry - Wink
- Levy Easterly - Jean Battiste
- Lowell Landes - Walrus
- Pamela Harper - Little Jo
- Gina Montana - Miss Bathsheba
- Amber Henry - LZA
- Jonshel Alexander - Joy Strong
- Joseph Brown - Winston
- Henry D. Coleman - Peter T.
- Kaliana Brower - T-Lou
- Philip Lawrence - Dr. Maloney